# 十方法界卫视
十方法界弘法衛星電視臺（英語：Cosmos Buddhist Missionary TV），簡稱十方法界卫视、CBTV，是台湾的一家佛教电视台，由法界弘法卫星电视台创办人之一黃麗淑及其子女创办。

## 简介
1996年8月5日，法界傳播股份有限公司成立，經營台湾第一家佛教电视台法界弘法卫星电视台、簡稱法界衛星。2015年，由于股权纠纷及经营权争夺问题，法界傳播业务停滞，最终法界卫星于同年12月31日停播。在纠纷期间，法界傳播副总经理黃麗淑的子女另外注册成立十方法界實業股份有限公司。2016年1月1日，十方法界卫视开播，继承了法界卫星的节目及频道资源。2022年11月30日，法界傳播被高雄市政府「高市府經商公字第11159293500號函」廢止公司登記。
据黃麗淑的子女撰文称，“十方”取其義為“無框架、無限制，不受山頭、派系所定義規範”。目前十方法界卫视除了讲经节目外，还包括了新闻、生活服务、音乐等内容。